# Haemodorum loratum
Haemodorum loratum är en enhjärtbladig växtart som beskrevs av Terry Desmond Macfarlane. Haemodorum loratum ingår i släktet Haemodorum och familjen Haemodoraceae. Inga underarter finns listade.